# Понизовье (Архангельская область)
Понизовье — деревня в Холмогорском районе Архангельской области.

## География
Находится в центральной части Архангельской области на расстоянии приблизительно 25 км на юг-юго-восток по прямой от села Емецк на левобережье реки Северная Двина.

## История
В 1859 году здесь (тогда деревня Холмогорского уезда Архангельской губернии) было учтено 35 дворов. До 2015 года входила в Зачачьевское сельское поселение, с 2015 по 2022 в Емецкое сельское поселение до его упразднения.

## Население
Численность населения: 138 человек (1859 год), 42 (русские 98 %) в 2002 году, 20 в 2019.